# Marquesado del Mérito
El marquesado del Mérito es un título nobiliario español creado por la reina Isabel II el 23 de agosto de 1868 a favor de José María López de Carrizosa y Pavón, maestrante de Sevilla.

## Marqueses del Mérito
|                        | Titular                                    | Periodo                |
| Creación por Isabel II | Creación por Isabel II                     | Creación por Isabel II |
| ---------------------- | ------------------------------------------ | ---------------------- |
| I                      | José María López de Carrizosa y Pavón      | 1868-1882              |
| II                     | José López de Carrizosa y Garvey           | 1882-1927              |
| III                    | José López de Carrizosa y Martel           | 1928-1963              |
| IV                     | Victoria Elena López de Carrizosa y Patiño | 1965-actual titular    |

## Historia de los marqueses del Mérito
- José María López de Carrizosa y Pavón (Jerez de la Frontera, 1826-1891), I marqués del Mérito,[1] hijo de José López de Carrizosa y Dávila (1800-1842) y de Vicenta María Pavón y López de Carrizosa, marquesa de Casa Pavón.

Casó con María de los Ángeles Garvey y Capdepón. En 1882, sucedió su hijo:
- José López de Carrizosa y Garvey (1862-21 de octubre de 1927), II marqués del Mérito[1] y fundador de la firma bodeguera en Jerez de la Frontera llamada Marqués del Mérito.

Casó, el 1 de noviembre de 1891, con María del Carmen Martel y Arteaga (1871-1937), XIII marquesa de Valparaíso, grande de España. En 22 de junio de 1928, le sucedió su hijo:
- José López de Carrizosa y Martel (1895-2 de julio de 1963), III marqués del Mérito[1] y XIV marqués de Valparaíso, grande de España.[2]

Casó, en primeras nupcias el 1 de junio de 1929, con Elena Patiño y Rodríguez (1905-1942). Contrajo un segundo matrimonio con Graciela Abril Olivera. En 11 de junio de 1965, sucedió su única hija del primer matrimonio:
- Victoria Elena López de Carrizosa y Patiño (1932), IV marquesa del Mérito.[1]

Casó con Henri, conde de Chastel de La Howarderie (1924) con descendientes.